# 共和県
共和県（きょうわ-けん）は中華人民共和国青海省海南チベット族自治州に位置する県。

## 行政区画
- 鎮:チャプチャ鎮（恰卜恰鎮）、倒淌河鎮、竜羊峡鎮、塘格木鎮、黒馬河鎮、石乃亥鎮、江西溝鎮
- 郷:沙珠玉郷、鉄蓋郷、廿地郷、切吉郷